# یحیی بن معین
یحیی بن مَعین بن عون بن زیاد بن بسطام با کنیهٔ أبو زکریا (۱۵۸هـ. ق. /۷۷۵م در نزدیکی الانبار— ۲۳۳هـ. ق/۸۴۷م در مدینه) محدث و رجالی در قرون اولیهٔ پس از اسلام بود. او یکی از سخت‌گیرترین ناقدان حدیث بود و بسیاری از راویان ضعیف را افشا کرده است.
او ثروت فراوانی به ارث برد و همهٔ آن را در راه گردآوری حدیث صرف کرد. از استادان او سفیان بن عیینه و ابن المبارک را می‌توان نام برد. گفته شده راویانی مانند احمد بن حنبل، محمد بخاری، و ابن سعد از شاگردان او بوده‌اند.
در واقعهٔ خلق قرآن، مأمون عباسی او را به دربارش دعوت کرد و پس از تهدید به مرگ او راضی شد که به خلق‌شده بودن قرآن اعتراف کند. این واقعه بازتاب فراوانی داشت و باعث شد که احمد بن حنبل دیگر با او حرف نزند.